# Bouillac (Tarn-et-Garonne)
Bouillac é uma comuna francesa na região administrativa de Occitânia, no departamento de Tarn-et-Garonne. Estende-se por uma área de 30,45 km².